# Ricardo Adé
Ricardo Adé Kat (Saint-Marc, 21 de maio de 1990) é um futebolista Haitiano que atua como zagueiro. Atualmente defende o LDU Quito.
Ricardo Adé e um exemplo de grande superação. O futebolista foi para o futebol tailandês e chegou a passar condições precárias, mas deu a volta por cima.

## Títulos
LDU
- Copa Sul-Americana de 2023